# صبغة الله البروجي
صبغة الله البروجي  (ت. 1015 هـ / 1606 م) هو فقيه متصوف.
هو صبغة الله بن روح الله بن جمال الله البروجي الحسيني النقشبندي. أصله من أصفهان، ولد في «بروج» بالهند وسكن المدينة إلى أن توفي فيها.

## آثاره
له كتب، منها:
- «إراءة الدقائق» ، وهي حاشية على تفسير البيضاوي.
- كتاب «باب الوحدة».
- عرَّب كتاب «الجواهر الخمس» لابن خطير الدين.[3]